# Bob Denard
Bod Denard ou Gilbert Bourgeaud (Bordeaux, 7 de abril de 1929 — Paris, 13 de outubro de 2007) foi um dos mais famosos mercenários desde a Segunda Guerra Mundial.

## Biografia
Denard serviu a Marinha francesa na Indochina. Ele ficou conhecido pelos trabalhos que efetuou para Jacques Foccart e também ao liderar rebeliões e movimentos golpistas na África nos anos 1960 e 1970 - dizendo ter o "apoio secreto" do governo francês.
Comandou em 1962-1963 uma força de mercenários ao serviço e em prol da independência da província do Catanga (Zaire). Essas mesmas forças, depois derrotadas pelas tropas do Congo, refugiaram-se em Angola, passando a fronteira com autorização do governo português, junto a Vila Teixeira de Sousa. Essas forças mercenárias, permaneceram algum tempo com armas e viaturas em Luanda, mais propriamente no Grafanil.
O "cão de guerra", como era chamado pela imprensa francesa, sofria de mal de Alzheimer. Era pai de oito filhos.
Criado como católico romano, Denard converteu-se ao judaísmo, depois ao islamismo, e voltou ao catolicismo. Este poligamicamente casado sete vezes, e foi pai de oito crianças.